# Saison 15 de Bleach
Cet article présente la saison 15 de Bleach.

## Saison 15
Cette saison a été diffusée du 12 avril 2011 au 4 octobre 2011 (épisodes 317 à 342) sur TV Tokyo. Elle est composée de 26 épisodes.
| No | Titre français                                                                          | Titre japonais                                           | Titre japonais                                                   | Date de 1re diffusion |
| No | Titre français                                                                          | Kanji                                                    | Rōmaji                                                           | Date de 1re diffusion |
| --- | --------------------------------------------------------------------------------------- | -------------------------------------------------------- | ---------------------------------------------------------------- | --------------------- |
| 317 | Incident inhabituel au Seireitei                                                        | 瀞霊廷に異変？！護廷十三隊侵軍篇！                       | Seireitei ni ihen?! Gotei jūsan tai shingun hen!                 | 12 avril 2011         |
| Alors que Matsumoto et Nanao tentent de revenir du monde réel, un incident se produit. À leur retour, elles assurent être revenues en 3 heures alors qu'à la Soul Society, les capitaines les attendent depuis plus d'une journée. Après cet incident des recherches sont organisées dans le tunnel entre les deux mondes mais la trace de Kurotsuchi et Zaraki est également perdue. De son côté, malgré la mise en garde d'Urahara, Ichigo décide d'aller à la Soul Society accompagné de Rukia. Note : Cet épisode débute l'arc filler majeur « Gotei 13, l'armée d'invasion ». |                                                                                         |                                                          |                                                                  |                       |
| 318 | Renji contre Rukia. Batailles entre camarades                                           | 恋次ＶＳルキア？！仲間との戦い！                         | Renji VS Rukia?! Nakama to no tatakai!                           | 19 avril 2011         |
| Ichigo est soupçonné d'être impliqué dans la disparition des deux capitaines car Byakuya a retrouvé son badge de Shinigami remplaçant sur les lieux. Rukia vient au secours d'Ichigo et le libère. Elle se rend compte que cette pièce à conviction a pu atterrir entre les mains de son frère à cause du problème temporel qui subsiste entre la Soul Society et le monde réel. Renji et Ikkaku attaquent Ichigo et Rukia mais semblent différents, ils ont la réelle intention de les tuer. Yoruichi parvient à bloquer leurs attaques et explique aux deux suspects que ce n'étaient pas Renji et Ikkaku mais leur Reigai, un corps sensiblement identique au Gigai mais de meilleure qualité. Ichigo se rend donc avec Rukia au centre de recherches et de développement de la 12e division pour voir ce qu'il s'y passe pendant que, dans le monde réel, les Shinigamis sont venus récupérés une des leurs que Kon tente de protéger. |                                                                                         |                                                          |                                                                  |                       |
| 319 | Le Filet de capture d'Ichigo. S'échapper de la Soul Society                             | 一護捕縛網！尸魂界を脱出せよ！                           | Ichigo hobakumō! Sōru Sosaeti o dasshutsu seyo!                  | 26 avril 2011         |
| Ishida vient au secours de Kon mais se fait rapidement écarté par Inaba Kageroza, un subalterne de la 12e division, qui contrôle actuellement le tunnel menant au monde réel, ainsi que les Reigai présents dans la Soul Society. Ichigo intervient alors de justesse alors que Inaba allait porter le coup fatal à Kon. Les « vrais » Shinigamis débarquent eux aussi dans le monde réel. Inaba décide judicieusement de prendre la fuite mais jure de revenir pour récupérer Nozomi et montrer son réel pouvoir qui lui permettrait de contrôler autant bien la Soul Society que le monde réel. |                                                                                         |                                                          |                                                                  |                       |
| 320 | Gotei 13, réunion dans le monde réel                                                    | 護廷十三隊、現世に集結！                                 | Gotei jūsan tai, gensei ni shūketsu!                             | 3 mai 2011            |
| Les Shinigamis se regroupent pour une réunion de haute importance dans..la chambre d'Ichigo ! Pendant ce temps, Kon, qui doit veiller sur Nozomi avec Chad, Inoue et Ishida, la laisse s'échapper pendant que les autres lui préparaient un barbecue. Il la retrouve mais elle ne veut pas revenir en arrière. À ce moment Ranigku arrive et indique à Kon qu'elle se charge de la raisonner. Cependant le Mod Soul se rend vite compte qu'il s'agit du Reigai de Rangiku. |                                                                                         |                                                          |                                                                  |                       |
| 321 | Épreuve de force face à soi-même, Ikkaku contre Ikkaku                                  | 自分同士の対決、一角VS一角！                             | Jibun dōshi no taiketsu, Ikkaku VS Ikkaku!                       | 10 mai 2011           |
| Alors que Nozomi s'est de nouveau enfuie, un combat démarre dans le monde réel entre les Reigai et les originaux des Shinigamis. Dans le même temps Kyoraku et Ukitake recherchent une explication à la Soul Society mais tombe dans le piège de Inaba et se font arrêtés. |                                                                                         |                                                          |                                                                  |                       |
| 322 | Rukia contre Rukia                                                                      | 激突！ルキアVSルキア！                                   | Gekitotsu! Rukia VS Rukia!                                       | 17 mai 2011           |
| Matsumoto doit faire face au Reigai de Kira qu'elle parvient à battre en le prenant à son propre jeu. Rukia et Nemu sont elles opposés à leur propre Reigai. Après avoir combattu le sien, Nemu observe une bille de couleur rouge, qui correspond au lieu où repose l'âme du Reigai, et la détruit. Rukia semble avoir battu le sien mais contre toute-attente, c'est en réalité le Reigai qui a pris le dessus et qui attaque Matsumoto et Nemu. À la Soul Society, Ukitake est trompé par le Reigai de Kyoraku. |                                                                                         |                                                          |                                                                  |                       |
| 323 | Protéger Nozomi. La Détermination d'Ichigo                                              | 護れ一護！望実の決意                                     | Mamore Nozomi! Ichigo no ketsui!                                 | 24 mai 2011           |
| Les faux de Kyoraku et Ukitake décident de s'en prendre à Yamamoto, mais le Capitaine Commandant se rend compte de la supercherie avant même que le combat commence. Unohana découvre elle l'identité d'Inaba. Au monde réel, Renji fait face à son Reigai avec l'aide de Chad et parviennent à le vaincre. Pendant qu'Inoue répare les blessures de Rukia, Matsumoto et Nemu, Ichigo évite de justesse que Nozomi pénètre dans un Dengai et la sauve de six Reigai présents dans le monde réel (Matsmuoto, Rukia, Ikkaku, Omaeda, Yumichika et Hisagi). |                                                                                         |                                                          |                                                                  |                       |
| 324 | Reprendre le Seireitei. Les Capitaines en action                                        | 瀞霊廷奪還へ！隊長たち、動く！                           | Seireitei dakkan e! Taichō tachi, ugoku!                         | 31 mai 2011           |
| Grâce à une technique d'Urahara, les capitaines repartent pour la Soul Society. Cependant dans le Deigai, Komamura se sacrifie pour donner une chance à ses partenaires de réussir à le traverser. Une fois arrivé, Zaraki doit affronter son propre Reigai. Dans un combat riche en intensité où il s'amuse pleinement, il parvient à vaincre son double grâce indirectement à Yachiru. De son côté Inaba montre à Unohana qu'il maitrise également le Reigai de Koetsu, et le sien. Le combat qui oppose Kyoraku et Ukitake au capitaine commandant Genryusai se poursuit. |                                                                                         |                                                          |                                                                  |                       |
| 325 | Hitsugaya contre Byakuya                                                                | 信ずるものの為に！白哉vs日番谷！                         | Shinzuru mono no tame ni! Hitsugaya VS Byakuya!                  | 7 juin 2011           |
| Pendant qu'Ichigo, réapprovisionné en reaitsu par Nozomi, parvient à convaincre Urahara de l'emmener à la Soul Society, de nouveaux combats démarrent là-bas. Kuchiki Byakuya doit se battre contre le Reigai de Histugaya et il en vient finalement à bout difficilement. Kyoraku et Ukitake sont aidés par la venue du Reigai d'Unohana qui les recharge en reaitsu. Les Reigai des deux capitaines ont désormais l'intime conviction d'éliminer le capitaine commandant. |                                                                                         |                                                          |                                                                  |                       |
| 326 | Deux Hinamori, la détermination de Hitsugaya                                            | ふたりの雛森、日番谷の覚悟                               | Futari no Hinamori, Hitsugaya no kakugo                          | 14 juin 2011          |
| Alors que le combat de Genryusai face aux deux Capitaines n'avance pas, Byakuya fait face à son propre Reigai. Dans le même temps, Zaraki combat les hommes de Soi Fon et s'apprête à affronter son Reigai lorsque Komamura, revenu, insiste pour prendre le relai. Confronté à deux Hinamori, Hitsugaya se fait quant à lui piégé car elles sont en fait deux Reigai mais Yoruichi intervient de justesse et se débarrasse des leurres. Ichigo lui, se retrouve nez à nez face à Kageroza. Ce dernier parvient à le piéger dans le Dengai, impuissant. |                                                                                         |                                                          |                                                                  |                       |
| 327 | La Fierté de la famille Kuchiki. Byakuya contre Byakuya                                 | 朽木家の誇り！白哉VS白哉！                               | Kuchiki-ka no hokori! Byakuya VS Byakuya!                        | 21 juin 2011          |
| Urahara perd la trace d'Ichigo mais ses amis rassurent Nozomi qui perdait espoir, car Ichigo ne peut pas être mort aussi facilement selon eux. À la Soul Society, le combat entre Komamura et le Reigai de Soi Fon prend fin : les deux adversaires restent au sol. Dans le même temps le commandant Yamamoto commence à fatiguer face aux Reigai d'Ukitake, de Kyoraku et de Unohana. Byakuya continue son duel face à son double et les deux capitaine Kuchiki se servent de leur Bankai respectif. |                                                                                         |                                                          |                                                                  |                       |
| 328 | Vaincre Kageroza. Shinigami, guerre totale                                              | 影狼佐を倒せ！死神、総力戦！                             | Kageroza sa o taose! Shinigami, sōryokusen!                      | 28 juin 2011          |
| Hitsugaya et Zaraki parviennent à retrouver Kageroza et le combattent. Ils découvrent le pouvoir du Zanpakuto de ce dernier, et se font piéger à plusieurs reprises par leurs propres attaques. Cependant, de nombreux capitaines et autres Shinigamis arrivent également sur les lieux : entre autres Yoruichi, Soi Fon, Kyoraku, Ukitake et Byakuya Kuchiki qui a réussi à battre son Reigai. Pour contrer l'arrivée de tous ces opposants, Kageroza utilise son armée de Reigai avec celui de Komamura mais également ceux de Ukitake, Kyoraku, Isane et Unohana. Le Reigai du capitaine Kutotschi est également présent mais ce dernier assène un coup de Zanpakuto à Kageroza, il s'avère que l'original est parvenu à prendre la place du faux. Pendant ce temps, Urahara a retrouvé la trace du reiatsu d'Ichigo. |                                                                                         |                                                          |                                                                  |                       |
| 329 | La Recherche interdite… Le Secret caché de Nozomi                                       | 禁断の研究…望実に隠された秘密！                          | Kindan no kenkyū…Nozomi ni kakusa reta hitmitsu!                 | 5 juillet 2011        |
| Seulement blessé par sa première attaque, le capitaine Kurotsuchi bloque les pensées de Kageroza grâce à l'une de ses techniques et le transperce à nouveau. Kageroza est contraint de montrer l'envergure de son pouvoir. Il tue le Reigai de Koetsu et avale la pilule rouge où est stocké le Mod Soul de Koetsu. Cette dernière prend alors la place du Kageroza blessé pendant qu'il récupère un corps neuf. Kageroza explique alors qu'il a créé les Mod Soul et qu'après l'abandon du projet les concernant, il n'a pu se restreindre à ne pas les utiliser. Il continua ses recherches en y cachant une partie dans le Dengai. Nozomi raconte cette même histoire à Ichigo et ses amis dans le monde réel et leur explique qu'elle est le premier Mod Soul créé par Kageroza. À la Soul Society, ce dernier libère la force des Reigai jusqu'ici limitée et on s'aperçoit que les Reigai de Byakuya, Hitsugaya et les autres disparus auparavant sont ressuscités, car les pilules contenant leurs Mod Soul n'ont pas été détruites. |                                                                                         |                                                          |                                                                  |                       |
| 330 | Je veux vivre… Le Zanpakutô de Nozomi                                                   | 生きたい…！望実の斬魄刀                                  | Ikitai…! Nozomi no zanpakutō                                     | 12 juillet 2011       |
| Alors qu'il se fait soigner par Unohana, Genryusai apprend par Renji la défaite des Capitaines face à Kageroza. Au monde réel, Nozomi s'intègre dans la famille Kurosaki. Renji, Ikkaku et Yumichika veulent questionner Nozomi et celle-ci entend la conversation et fuit. Kon qui s'en aperçoit, sort pour la protéger d'un Hollow. Mais en réalité c'est Nozomi qui défend Kon, un Zanpakuto apparaît entre ses mains grâce à sa volonté de le protéger. |                                                                                         |                                                          |                                                                  |                       |
| 331 | Pour combattre. Le Réveil de Nozomi                                                     | 戦うために！ 目覚めよ望実！                              | Tatakau tame ni! Mezameyo Nozomi!                                | 19 juillet 2011       |
| Nozomi commence un entraînement intensif pour réveiller le pouvoir de son Zanpakuto et se rappeler son nom. Très vite, elle apprend que son Zanpakuto aspire le reaitsu adverse. À cet instant, les Reigai font leur apparition dans le monde réel. Zaraki affronte Ikkaku et s'en débarrasse facilement. Nozomi arrive avant le coup fatal, et lance une attaque contre le Reigai de Kenpachi. |                                                                                         |                                                          |                                                                  |                       |
| 332 | Le Plus Mauvais Reigai, apparition dans le monde réel                                   | 最凶の霊骸、 現世に現る！                                | Sai kyō no reigai, gensei ni genru!                              | 26 juillet 2011       |
| L'attaque est dévastatrice mais Zaraki parvient à se relever. C'est Yumichika qui décide de prendre le relais pour venger Ikkaku. Un peu partout dans la ville de Karakura, des combats éclatent entre Shinigamis et Reigai. Tous se soldent sur un échec des Shinigamis. Ainsi, Ishida pense avoir trouvé la solution : il demande à tout le monde d'envoyer leurs Reiatsu en direction de Nozomi pour qu'elle en absorbe une quantité impressionnante et ainsi déclencher une attaque encore plus dévastatrice. Les Shinigamis s'exécutent et l'attaque de Nozomi met au sol tous les Reigai de capitaine sauf celui de Byakuya. Alors que ce dernier s'apprête désormais à en finir avec ses adversaires, il se fait surprendre par une attaque de Genryusai, venu personnellement dans le monde réel. |                                                                                         |                                                          |                                                                  |                       |
| 333 | Détruire Nozomi. La Décision de Genryusai                                               | 望実を消す!? 元柳斎の決断！                              | Nozomi o kesu!? Genryusai no ketsudan                            | 2 août 2011           |
| L'attaque du capitaine commandant surpasse le Reigai de Byakuya. Genryusai, n'ayant que très peu d'estime pour les Mod Soul n'apprécie guère Nozomi, ce qui contrarie également Kon. À cet instant, le capitaine commandant va de nouveau devoir affronter les Reigai de Kyoraku, Ukitake et Unohana qui viennent d'apparaître. Alors que ceux-ci lancent une dernière attaque à l'encontre de Genryusai, Kageroza apparaît et demande le retrait de ses troupes pour se charger personnellement de l'affaire. En combinant leurs trois pouvoirs, Ichigo, Nozomi et Genryusai pensent venir à bout de Kageroza. Cependant, ce dernier a eu le temps d'absorber leurs pouvoirs et lance une ultime attaque contre le capitaine commandant mais c'est à ce moment-là que Nozomi intervient. |                                                                                         |                                                          |                                                                  |                       |
| 334 | Le Reiatsu diminuant. Ichigo, lutte mortelle contre son âme                             | 失われる霊圧！ 一護 、魂の死闘！                         | Ushinawareru reiatsu! Ichigo, tamashī no shitō!                  | 9 août 2011           |
| Nozomi est incapable d'aspirer la totalité de l'attaque de Kageroza. Le reaitsu absorbé étant trop important, son Zanpakuto se brise. Genryusai lance alors une attaque destructrice contre Kageroza. Le capitaine commandant reste au sol après cette attaque alors que Kageroza se relève quelques minutes plus tard. Le créateur des Mod Soul se dirige alors vers Nozomi et lui demande de rentrer. Celle-ci refuse et Kon intervient au milieu des deux. Kageroza tente alors d'en finir définitivement avec Kon mais Nozomi parvient à récupérer la bille contenant Kon et à la réintégrer dans la peluche. Nozomi lui explique qu'il doit partir, qu'il doit vivre. Elle l'attache à un rocher et s'en va. Ichigo lance un dernier Getsuga Tensho mais celui-ci n'attendra qu'une copie de Kageroza, qui lui, s'enfuit avec Nozomi. |                                                                                         |                                                          |                                                                  |                       |
| 335 | Caché dans le Dangai. Un 2e Ichigo                                                      | 断界に潜伏？もう一人の一護！？                           | Dangai ni senpuku? Mou hitori no Ichigo!?                        | 16 août 2011          |
| Lorsque Kurosaki se réveille, il ne possède plus aucun reiatsu. Cependant Urahara pense qu'il y a peut-être une solution : aller dans le Dengai et se faire avaler par l'Effaceur pour tenter de retrouver ses pouvoirs. Ichigo n'hésite pas et tente cette chance. Avant de s'en aller, Kon se dit incapable d'aider ceux qu'il veut protéger et donne le porte-bonheur lion à Ichigo. Il s'avère que dans l'« Effaceur », Ichigo croise son ancien corps, avalé auparavant par l'« Effaceur » et qu'il n'est pas passé loin de se faire avaler, sauvé de justesse grâce notamment au porte-bonheur de Kon. Celui-ci revient dans le monde réel prêt à régler le problème Kageroza. |                                                                                         |                                                          |                                                                  |                       |
| 336 | À la poursuite de Kageroza. Infiltration dans le département de recherche technologique | 影狼佐を追え！技術開発局、潜入！                         | Kageroza o oe! Gijutsukaihatsu Kyoku, sennyū!                    | 23 août 2011          |
| Ichigo qui n'a toujours pas retrouvé ses pouvoirs décide quand même de se rendre à la Soul Society accompagné de Urahara et Kon. Empruntant un Dengai instable, Urahara demande aux autres de créer une diversion dans le Dengai où les Reigai les attendront. La feinte marche pendant un petit moment, suffisant à Ichigo pour parvenir à la Soul Society. Urahara, Kon et Ichigo parviennent à infiltrer le Département de Recherches et de Développement mais tombe sur une salle quasi vide où Inaba a surement fait des recherches sur les Mod Soul. C'est ici que Urahara tente de recréer le reiatsu de Ichigo. Cependant, ils semblent s'être fait repérés et Ichigo a avalé le Mod Soul qui était imcomplet, ce qui rend le contrôle de ses pouvoirs de Hollow hors de son contrôle. Alors qu'ils se dirigent désormais vers le laboratoire de Inaba, ils tombent sur les Reigai de Zaraki et de Hitsugaya. À ce moment-là, Yoruichi ainsi que tous les capitaines débarquent pour aider Ichigo. |                                                                                         |                                                          |                                                                  |                       |
| 337 | Le Développeur des âmes modifiées                                                       | 改造魂魄の開発者                                         | Kaizō konpaku no kaihatsusha                                     | 30 août 2011          |
| Pendant que les capitaines font face à leur Reigai, Urahara enferme Ichigo dans un bâtiment car ses pouvoirs de Hollow semblent prendre le dessus. Accompagné de Kon, il se rend dans un laboratoire, puis à la librairie et apprend des informations sur Kageroza et Nozomi. Ils sont en réalité à la fois les créateurs et les premiers Mod Soul. En effet Urahara découvre la trace d'un Shinigami, transféré à la 12e division il y a 96 ans, (époque à partir de laquelle des données ont été effacés au laboratoire et à la librairie) ayant fait des recherches sur les Mod Soul et ressemblant fortement à Nozomi et Kageroza. Urahara découvre une croix sur le dossier de ce Shinigami, Yushima Ouko. Il en conclut que les Shinigamis ont dû le placer au confinement spécial. Il s'y rend et tombe sur les Reigai de Soi Fon et Omaeda qu'il parvient à neutraliser grâce à l'aide de Kon. Ils avancent dans le bâtiment et trouve la cellule de Yushima. Dans le même temps, Ichigo se transforme en Hollow et détruit la pièce dans laquelle il se situait. |                                                                                         |                                                          |                                                                  |                       |
| 338 | Les Sentiments de Kon, les sentiments de Nozomi                                         | コンの想い、望実の想い                                   | Kon no omoi, Nozomi no omoi                                      | 6 septembre 2011      |
| Urahara retrouve des traces de sang dans la cellule du prisonnier et en déduit que c'est le sang de Kageroza. Il s'en sert pour le retrouver grâce au poison que le Capitaine Kurotsuichi a mis en lui lors de leur combat. Cependant arrivant devant la porte, il rencontre son propre Reigai. Il confie à Kon le Reishi de Ichigo et lui dit d'avancer sans lui. Kon s'exécute et retrouve Nozomi dans le laboratoire, elle est en cours de fusion avec Kageroza. Alors qu'ils se disent leurs sentiments l'un et l'autre, Nozomi a un flash d'une pensée de Kageroza et elle indique à Kon ce qu'il doit faire pour la sauver. Cependant le Reigai de Nemu débarque et met Kon à terre pour ensuite terminer le processus de fusion. L'âme fusionnée se retrouve ensuite face au Hollow d'Ichigo. Dans le même temps, les Shinigamis combattent leur Reigai mais le combat stagne. |                                                                                         |                                                          |                                                                  |                       |
| 339 | Protéger Ichigo. Le Lien de l'amitié                                                    | 一護を守る！友情のきずな！                               | Ichigo o mamoru! Yūjō no kizuna!                                 | 13 septembre 2011     |
| Alors que les combats entre capitaines se dirigent contre des uns contre uns stériles, Rukia et les autres viennent en aide à Ichigo. Ils tentent de créer une technique contre Yushima mais le pouvoir de son Zanpakuto rassemble les deux pouvoirs de Kageroza et Nozomi et le rend très difficile à atteindre. Au moment où il s'apprête à exécuter Rukia, le Hollow d'Ichigo intervient et se fait transpercer par la lame de Yushima. Urahara quant à lui se bat toujours contre son propre Reigai. |                                                                                         |                                                          |                                                                  |                       |
| 340 | Reigai contre l'original, le combat féroce de la fierté                                 | 対をオ最凶の霊骸リジナル、絡んで誇りを持って激しい戦い！ | Tai o Reigai Orijinaru, karande hokori o motte hageshii tatakai! | 20 septembre 2011     |
| Byakuya pense que les Reigai agissent en fonction de l'état d'esprit de leur créateur et sont donc individualistes et agissent seuls. C'est pourquoi selon lui ils tentent depuis le départ de séparer les vrais Shinigamis afin de livrer des uns contre uns. Le capitaine de la 6e division demande ainsi à ses amis d'agir en groupe afin de montrer la solidarité qui les unissent. Pendant ce temps Ichigo explique à Yushima que lui aussi compte sur les autres, car Nozomi est une partie de lui et qu'il n'agit pas seul. Énervé à l'idée d'entendre ses paroles, il tente d'en finir avec Ichigo. Cependant Nemu arrive pour donner la potion à Yushima permettant d'anéantir le côté « lumière » de Nozomi. Kageroza tient alors sa victoire. Mais contre toute attente, Nemu frappe d'un coup de pied le créateur des Mod Soul. Ce n'est pas le Reigai de Nemu mais en réalité Kon. En effet le Capitaine Kurotsuchi fit semblant de mourir afin de liquéfier son corps, le rendant ainsi détectable par l'appareil de Urahara qui, après en avoir fini avec son Reigai, réussit à atteindre le laboratoire et neutralisa le Reigai de Nemu pour y intégrer Kon. Rukia assène un coup à Nemu et fait sortir Kon de ce corps pour le remettre dans sa peluche. À ce moment-là, Kon sort le Reishi d'Ichigo stocké dans un Mod Soul. Celui-ci l'absorbe et reprend ses pouvoirs de Shinigami remplaçant. |                                                                                         |                                                          |                                                                  |                       |
| 341 | L'Armée d'invasion, conclusion finale                                                   | 侵略軍のアーク、最終的な結論                             | Shinryaku-gun no āku, saishū-tekina ketsuron                     | 27 septembre 2011     |
| Ichigo attaque désormais Yuhsima qui ne peut absorber les pouvoirs du Hollow caché en Ichigo. Yushima est au sol et alors que Ichigo va lui porter le coup fatal, Kageroza absorbe le reaitsu de la Soul Society elle-même. Devant cela, les Reigai, qui pensaient protéger la Soul Society à leur façon décident de se rebeller et d'attaquer leur maître. Nozomi transperce son propre corps, celui de Yushima, pour en finir. Alors que la fin du combat semble se dessiner, Yushima tente en vain de comprendre ce qui donne tant de force à Ichigo. Au moment où il comprend que ce sont ses amis, qui ls le protège et qui sont là pour le soutenir, Yushima est séparé en deux corps : Kageroza et Nozomi. Kagerazo disparaît, en paix. Après des adieux déchirants, Nozomi explique à Kon et Ichigo que c'est à son tour d'expliquer à Kageroza la valeur d'avoir un ami, et de devenir le sien. Elle les remercie car c'est eux qui lui ont appris tout cela et disparaît elle aussi. Note : Cet épisode clôture l'arc filler majeur « Gotei 13, l'armée d'invasion ». |                                                                                         |                                                          |                                                                  |                       |
| 342 | Merci                                                                                   | ありがとう                                               | Arigatō                                                          | 4 octobre 2011        |
| [Chapitre 423 (pages 12 à fin)] Ichigo et les autres sont de retour à Karukara. Cependant, son reaitsu est de plus en plus faible. Alors qu'il discute avec Rukia, celle-ci regarde la patinoire de manière émerveillée. Ichigo décide donc de l'emmener accompagné de ses amis du lycée. En sortant de la patinoire, de laquelle ils ont pu admirer un feu d'artifice, l'apparition d'un Hollow est signalée par le radar. Ichigo fonce au combat. Cependant, Rukia a eu pour délicate mission d'écarter le Shinigami Remplaçant des combats, devant la perte rapide de son reiatsu. Le Hollow écarte facilement Ichigo dans un premier temps. Mais, avec l'aide de Rukia, il parvient à le battre à l'aide d'un dernier Getsuga Tensho. Ensuite le Shinigami Remplaçant s'évanouit. Quand il se réveille, il se retrouve chez lui, avec un reaitsu extrêmement faible. Rukia prononce un « au revoir » à Ichigo puis disparaît sous ses yeux en raison de sa perte de pouvoir. Il la remercie pour tout ce qu'elle a fait pour lui. Note : Cet épisode est un filler indépendant. Cependant, les dernières minutes de l'épisode reprennent la trame du manga. |                                                                                         |                                                          |                                                                  |                       |

#### Épisodes japonais
1. 1 2 3 4 5 6 7 8 9 10 11 12  (ja) « Bleach - Épisodes 316 à 328 », TV Tokyo (consulté le 30 novembre 2011)
2. 1 2 3 4 5 6 7 8 9 10 11 12 13  (ja) « Bleach - Épisodes 329 à 341 », TV Tokyo (consulté le 30 novembre 2011)
3. ↑  (ja) « Bleach - Épisodes 342 à 354 », TV Tokyo (consulté le 30 novembre 2011)

#### Épisodes français
1. 1 2 3 4 5 6 7 8 9 10 11 12  « Bleach - Épisodes 317 à 328 » sur Anime.kaze.fr, consulté le 6 mai 2014
2. 1 2 3 4 5 6 7 8 9 10 11 12  « Bleach - Épisodes 329 à 340 » sur Anime.kaze.fr, consulté le 6 mai 2014
3. 1 2  « Bleach - Épisodes 341 à 353 » sur Anime.kaze.fr, consulté le 6 mai 2014